# 박지훈 (1998년)
박지훈(1995년 11월 6일 ~)은 대한민국의 배구선수이다. 포지션은 리베로이다.

## 선수생활

### 경기대학교재학 시절
순천제일고등학교를 졸업 후 경기대학교에 입학하였다. 입학 후에는 주로 레프트를 맡아 활약하였으며, 2학년 때 주전 레프트로 기용되어 경기에 뛰기 시작하였다. 3학년 때는 리베로로 나오면서 팀의 수비를 책입졌다. 3학년을 마친 후 얼리드래프트를 신청하였다.

### 대전 삼성화재 블루팡스시절
2020-21 V리그 2라운드 3순위로 대전 삼성화재 블루팡스에 지명되었다. 10월 18일 수원 한국전력 빅스톰과의 시즌 첫경기에서 주전으로 출장하면서 데뷔전을 치렀다. 고희진 감독이 앞으로 주전을 기용한다고 하였다. 2020-21 V리그 3라운드 현재 리그 최악의 리베로로 강서브는 몰론 평범한 플로터 서브에도 흔들리는 모습을 보이고 있다. 그러나 사실상 신인으로 입단하자마자 주전 리베로로 나서고 있는 것임을 고려해서라도 최악이라고는 할 수 없다. 또 라운드가 지나며 점점 리시브, 디그에서 안정되어가고 있다.

### 인천 대한항공 점보스시절
시즌 종료 후, 2021년 6월 3일 황승빈을 상대로 1대 1 트레이드를 통해 예상치 못했던 대한항공으로 이적하게 되었다. 오은렬의 백업 수생할 것으로 보인다. 등번호는 요스바니가 썼던 13번을 배정받았다.

## 학력
유성초 - 중앙중 - 순천제일고 - 경기대